# Омбаев, Абдирахман Молданазарович
Абдирахман Молданазарович Омбаев — казахстанский учёный, доктор сельскохозяйственных наук (1991), профессор (1994), иностранный член РАСХН (2007) и РАН (2014).

## Биография
Родился 1 января 1949 года в селе Кара-Коныр Отрарского района Южно-Казахстанской области.
Окончил Алма-Атинский зооветеринарный институт (1971) по специальности зоотехния.
- 1971—1973 старший лаборант отдела селекции и генетики черных каракульских овец КазНИИ каракулеводства;
- 1973—1976 аспирант ВНИИ животноводства (Москва);
- 1976—1988 младший научный сотрудник, старший научный сотрудник, зав. лабораторией промышленного производства каракульчи, баранины и молока КазНИИ каракулеводства;
- 1988—1992 там же — зам. директора по науке;
- 1992—1994 аким Сузакской райадминистрации Южно-Казахстанской области;
- 1994—2002 директор КазНИИ каракулеводства.
- 2002—2007 директор Юго-Западного научно-производственного центра сельского хозяйства (Шымкент).
- 2007—2011 генеральный директор Юго-Западного научно-исследовательского института животноводства и растениеводства.
- 2011—2017 генеральный директор Казахского научно-исследовательского института животноводства и кормопроизводства.

Доктор сельскохозяйственных наук (1991, тема докторской диссертации: «Научные основы и практические приёмы интенсивной технологии производства каракульчи в Казахстане»), профессор (1994). Иностранный член РАСХН (2007) и РАН (2014).

## Научная деятельность
Селекционер овец. Соавтор Отрарского внутрипородного типа каракульских овец белой окраски (2007), Тастинского внутрипородного типа каракульских овец чёрной окраски каракульчового типа (2011), Кумкентского заводского типа каракульских овец серой окраски, голубой расцветки (2011), Ордабасинской курдючно-мясо-сальной породы овец (2013), Бадамского внутрипородного типа Ордабасинской породы (2017). Принимал участие в создании и распространении новой атырауской породы курдючных овец смушково-мясо-сальной продуктивности (1998).

### Научные труды
Автор (соавтор) более 80 публикаций, в том числе монографии. Публикации:
- Рост и развитие плодов каракульских овец в зависимости от сроков плодоношения, виды и сорта шкурок;
- Технология производства каракульчи и баранины;
- Белая каракульча от мериносовых маток.

## Звания и награды
Почётный академик Национальной академии наук РК (2009).
Лауреат Госпремии РК в области науки, техники и образования (2005). Награждён орденом «Құрмет» (2008); серебряной медалью ВДНХ СССР (1988), медалями «Қазақстан Республикасының тәуелсіздігiне 10 жыл» (2001), «Қазақстан Конституциясына 10 жыл» (2005), «Тыңға 50 жыл» (2005), «100 лет со дня рождения академика А. И. Бараева» (2008).